# Акула чорна
Акула чорна (Dalatias licha) — єдиний вид роду змієподібна акула родини змієподібні акули. Викопні рештки цієї акули відносять до середнього еоцену (43-37 млн років тому). Інші назви «акула-печатка», «смолоскипова акула», «смаглявка Чарлі», «змієплавцева акула».

## Опис
Загальна довжина досягає 1,4-1,6 м та ваги 8-10 кг. Голова з тупим рилом, товстими губами і великими очима. Щелепи потужні. Зуби верхньої та нижньої щелеп різняться — верхні зуби невеликі і вузькі (у 16-21 рядків), нижні — великі, з трикутними вершинами, що утворюють суцільну ріжучу кромку (у 17-20 рядків). Має струнке тонке, помірно подовжене тіло. Шкіра з дрібними та пласкими зубчиками з 1 поздовжнім шипиком. На спині є 2 невеликих плавця. Перший трохи менший за другий. Грудні плавці короткі і округлі. Шипи біля плавців відсутня. Хвостовий плавець з добре розвиненою верхньою лопатю. Шкірні зубчики дрібні і пласкі. Формою та розташуванням ребер схожа на португальську акулу. На тілі є окремі ділянки, що здатні світитися у темряві. Жирна печінка сприяє плавучості цієї акули.
Забарвлення тіла чорна або темно-коричнева, губи блідо-рожеві. Кінчики плавців і задні кромки напівпрозорі. На боках іноді є невеликі темні плями. Зафіксовано низка випадків альбінізму.
У січні 2021 року біля Нової Зеландії вчені виявили біолюмінесценцію у трьох видів глибоководних акул, в тому числі в акули чорної.

## Спосіб життя
Тримається на глибині від 35 до 1800 м, в середньому на 200—600 м. Є одинаком. Це повільна акула. Живиться переважно костистими рибами, дрібнішими акулами, скатами (рибами-пилками), ракоподібними (креветками, омарами), головоногими молюсками і донними організмами (сифонофорами). Головними ворогами чорної акули є великі акули та кашалоти.
Статева зрілість у самців настає при довжині 77-121 см, самиць — 117—159 см. Ця акула живородна. Самиця народжує 10-16 акуленят завдовжки 30-45 см.
Чорна акула має певну промислову цінність через своє м'ясо, шкіру і печінки. Особливо цінується в Португалії та Японії. Інтенсивний вилов цієї риби призвів до різкого скорочення її чисельності.

## Розповсюдження
Мешкає в Атлантичному (біля узбережжя штату Массачусетс (США) та провінції Нова Шотландія (Канада); в Мексиканській затоці біля США та Куби; невеличка група біля південної Бразилії; від Північного моря до Камеруну, також заходить до Середземного моря), західній частині Індійського (біля узбережжя південної Африки) і в західній частині Тихого океанів (від Японії до Індонезії, Австралії, також зустрічається біля Нової Зеландії та Гаваїв).